# Санта-Крістіна-д'Ару
Са́нта-Крісті́на-д'А́ру (кат. Santa Cristina d'Aro, вимова літературною каталанською ['santə kɾis'tinə 'daɾu]) — муніципалітет, розташований в Автономній області Каталонія, в Іспанії. Код муніципалітету за номенклатурою Інституту статистики Каталонії — 171812. Знаходиться у районі (кумарці) Баш-Ампурда (коди району — 10 та BM) провінції Жирона, згідно з новою адміністративною реформою перебуватиме у складі Баґарії (округи) Жирона.

## Назва муніципалітету
Назва муніципалітету походить від лат. sanctum — «святий», імені лат. Christina та від кельтського імені Arăvus.

## Населення
Населення міста (у 2007 р.) становить 4.547 осіб (з них менше 14 років — 17,2 %, від 15 до 64 — 69,3 %, понад 65 років — 13,5 %). У 2006 р. народжуваність склала 68 осіб, смертність — 26 осіб, зареєстровано 29 шлюбів. У 2001 р. активне населення становило 1.572 особи, з них безробітних — 172 особи.

Серед осіб, які проживали на території міста у 2001 р., 1.867 народилися в Каталонії (з них 825 осіб у тому самому районі, або кумарці), 508 осіб приїхало з інших областей Іспанії, а 498 осіб приїхало з-за кордону. 

Вищу освіту має 16,2 % усього населення. 

У 2001 р. нараховувалося 1.894 домогосподарства (з них 73,7 % складалися з однієї особи, 12,6 % з двох осіб,6,3 % з 3 осіб, 5 % з 4 осіб, 1,8 % з 5 осіб, 0,4 % з 6 осіб, 0,1 % з 7 осіб, 0,1 % з 8 осіб і 0 % з 9 і більше осіб).

Активне населення міста у 2001 р. працювало у таких сферах діяльності: у сільському господарстві — 4,6 %, у промисловості — 11,8 %, на будівництві — 19,1 % і у сфері обслуговування — 64,6 %. 

 У муніципалітеті або у власному районі (кумарці) працює 850 осіб, поза районом — 952 особи.

### Безробіття
У 2007 р. нараховувалося 112 безробітних (у 2006 р. — 114 безробітних), з них чоловіки становили 29,5 %, а жінки — 70,5 %.

## Економіка

### Підприємства міста

#### Промислові підприємства
| \| Промислові підприємства міста, за сферою діяльності \| Промислові підприємства міста, за сферою діяльності \| Промислові підприємства міста, за сферою діяльності \| \| Рік \| 2002 р. \| 2001 р. \| \| --------------------------------------------------- \| --------------------------------------------------- \| --------------------------------------------------- \| \| Енергетичні та водні ресурси \| 0 % \| 4,8 % \| \| Хімія та метали \| 18,2 % \| 19 % \| \| Переробка металів \| 36,4 % \| 28,6 % \| \| Продукти харчування \| 4,5 % \| 4,8 % \| \| Текстиль \| 22,7 % \| 19 % \| \| Виробництво меблів, видання \| 13,6 % \| 14,3 % \| \| Інше \| 4,5 % \| 9,5 % \| \| Усього підприємств \| 22 \| 21 \| |         |         |
| Промислові підприємства міста, за сферою діяльності |         |         |
| Рік | 2002 р. | 2001 р. |
| Енергетичні та водні ресурси | 0 %     | 4,8 %   |
| Хімія та метали | 18,2 %  | 19 %    |
| Переробка металів | 36,4 %  | 28,6 %  |
| Продукти харчування | 4,5 %   | 4,8 %   |
| Текстиль | 22,7 %  | 19 %    |
| Виробництво меблів, видання | 13,6 %  | 14,3 %  |
| Інше | 4,5 %   | 9,5 %   |
| Усього підприємств | 22      | 21      |

#### Роздрібна торгівля
| \| Підприємства роздрібної торгівлі міста, за сферою діяльності \| Підприємства роздрібної торгівлі міста, за сферою діяльності \| Підприємства роздрібної торгівлі міста, за сферою діяльності \| \| Рік \| 2002 р. \| 2001 р. \| \| ------------------------------------------------------------ \| ------------------------------------------------------------ \| ------------------------------------------------------------ \| \| Продукти харчування \| 38,1 % \| 35 % \| \| Одяг та взуття \| 2,4 % \| 2,5 % \| \| Товари для дому \| 11,9 % \| 12,5 % \| \| Книги та періодичні видання \| 2,4 % \| 2,5 % \| \| Промислова хімічна продукція \| 7,1 % \| 7,5 % \| \| Продукція, пов'язана з транспортними засобами \| 9,5 % \| 7,5 % \| \| Інше \| 28,6 % \| 32,5 % \| \| Усього підприємств \| 42 \| 40 \| |         |         |
| Підприємства роздрібної торгівлі міста, за сферою діяльності |         |         |
| Рік | 2002 р. | 2001 р. |
| Продукти харчування | 38,1 %  | 35 %    |
| Одяг та взуття | 2,4 %   | 2,5 %   |
| Товари для дому | 11,9 %  | 12,5 %  |
| Книги та періодичні видання | 2,4 %   | 2,5 %   |
| Промислова хімічна продукція | 7,1 %   | 7,5 %   |
| Продукція, пов'язана з транспортними засобами | 9,5 %   | 7,5 %   |
| Інше | 28,6 %  | 32,5 %  |
| Усього підприємств | 42      | 40      |

#### Сфера послуг
| \| Підприємства міста, що працюють у сфері послуг, за діяльністю \| Підприємства міста, що працюють у сфері послуг, за діяльністю \| Підприємства міста, що працюють у сфері послуг, за діяльністю \| \| Рік \| 2002 р. \| 2001 р. \| \| ------------------------------------------------------------- \| ------------------------------------------------------------- \| ------------------------------------------------------------- \| \| Гуртова торгівля \| 10,6 % \| 11,3 % \| \| Готелі та готельний бізнес \| 25,6 % \| 25,5 % \| \| Транспорт та зв'язок \| 6,9 % \| 7,1 % \| \| Посередницькі фінансові послуги \| 3,1 % \| 2,8 % \| \| Послуги підприємствам \| 5,6 % \| 5,7 % \| \| Послуги фізичним особам \| 23,8 % \| 24,8 % \| \| Нерухомість та ін. \| 24,4 % \| 22,7 % \| \| Усього підприємств \| 160 \| 141 \| |         |         |
| Підприємства міста, що працюють у сфері послуг, за діяльністю |         |         |
| Рік | 2002 р. | 2001 р. |
| Гуртова торгівля | 10,6 %  | 11,3 %  |
| Готелі та готельний бізнес | 25,6 %  | 25,5 %  |
| Транспорт та зв'язок | 6,9 %   | 7,1 %   |
| Посередницькі фінансові послуги | 3,1 %   | 2,8 %   |
| Послуги підприємствам | 5,6 %   | 5,7 %   |
| Послуги фізичним особам | 23,8 %  | 24,8 %  |
| Нерухомість та ін. | 24,4 %  | 22,7 %  |
| Усього підприємств | 160     | 141     |

## Житловий фонд
У 2001 р. 2,4 % усіх родин (домогосподарств) мали житло метражем до 59 м2, 16,4 % — від 60 до 89 м2, 30,4 % — від 90 до 119 м2 і
50,9 % — понад 120 м2.

З усіх будівель у 2001 р. 39,3 % було одноповерховими, 56,5 % — двоповерховими, 2,8 % — триповерховими, 1 % — чотириповерховими, 0,3 % — п'ятиповерховими, 0,1 % — шестиповерховими,
0 % — семиповерховими, 0 % — з вісьмома та більше поверхами.

## Автопарк
| \| Автомобілі, зареєстровані у місті, за призначенням \| Автомобілі, зареєстровані у місті, за призначенням \| Автомобілі, зареєстровані у місті, за призначенням \| \| Рік \| 2006 р. \| 2005 р. \| \| -------------------------------------------------- \| -------------------------------------------------- \| -------------------------------------------------- \| \| Приватні автомобілі \| 61,6 % \| 62,3 % \| \| Мотоцикли \| 12 % \| 11,5 % \| \| Вантажівки \| 20,5 % \| 20,4 % \| \| Трактори \| 0,9 % \| 0,8 % \| \| Автобуси та ін. \| 5,1 % \| 5 % \| \| Усього автомобілів \| 4.547 шт. \| 4.249 шт. \| |           |           |
| Автомобілі, зареєстровані у місті, за призначенням |           |           |
| Рік | 2006 р.   | 2005 р.   |
| Приватні автомобілі | 61,6 %    | 62,3 %    |
| Мотоцикли | 12 %      | 11,5 %    |
| Вантажівки | 20,5 %    | 20,4 %    |
| Трактори | 0,9 %     | 0,8 %     |
| Автобуси та ін. | 5,1 %     | 5 %       |
| Усього автомобілів | 4.547 шт. | 4.249 шт. |

## Вживання каталанської мови
У 2001 р. каталанську мову у місті розуміли 92,3 % усього населення (у 1996 р. — 91,7 %), вміли говорити нею 82,2 % (у 1996 р. — 82,4 %), вміли читати 81,1 % (у 1996 р. — 80 %), вміли писати 59 % (у 1996 р. — 50,4 %). Не розуміли каталанської мови 7,7 %.

## Політичні уподобання
У виборах до Парламенту Каталонії у 2006 р. взяло участь 1.542 особи (у 2003 р. — 1.591 особа). Голоси за політичні сили розподілилися таким чином:
| \| Вибори до Парламенту Каталонії \| Вибори до Парламенту Каталонії \| Вибори до Парламенту Каталонії \| \| Рік \| 2006 р. \| 2003 р. \| \| -------------------------------------- \| ------------------------------ \| ------------------------------ \| \| Конвергенція та Єднання (CiU) \| 43,2 % \| 40,8 % \| \| Соціалістична партія Каталонії (PSC) \| 18,2 % \| 25,4 % \| \| Народна партія (PP) \| 7,3 % \| 8,5 % \| \| Ініціатива за Каталонію — Зелені (ICV) \| 8,1 % \| 4,9 % \| \| Республіканська лівиця Каталонії (ERC) \| 18,3 % \| 18,6 % \| \| Громадяни — Громадянська партія (C's) \| 1,2 % \| 0 % \| \| Інші \| 3,8 % \| 1,8 % \| |         |         |
| Вибори до Парламенту Каталонії |         |         |
| Рік | 2006 р. | 2003 р. |
| Конвергенція та Єднання (CiU) | 43,2 %  | 40,8 %  |
| Соціалістична партія Каталонії (PSC) | 18,2 %  | 25,4 %  |
| Народна партія (PP) | 7,3 %   | 8,5 %   |
| Ініціатива за Каталонію — Зелені (ICV) | 8,1 %   | 4,9 %   |
| Республіканська лівиця Каталонії (ERC) | 18,3 %  | 18,6 %  |
| Громадяни — Громадянська партія (C's) | 1,2 %   | 0 %     |
| Інші | 3,8 %   | 1,8 %   |

У муніципальних виборах у 2007 р. взяло участь 1.664 особи (у 2003 р. — 1.656 осіб). Голоси за політичні сили розподілилися таким чином:
| \| Муніципальні вибори \| Муніципальні вибори \| Муніципальні вибори \| \| Рік \| 2007 р. \| 2003 р. \| \| -------------------------------------- \| ------------------- \| ------------------- \| \| Конвергенція та Єднання (CiU) \| 39 % \| 23,9 % \| \| Соціалістична партія Каталонії (PSC) \| 42,5 % \| 56,5 % \| \| Народна партія (PP) \| 0 % \| 5,5 % \| \| Ініціатива за Каталонію — Зелені (ICV) \| 0 % \| 0 % \| \| Республіканська лівиця Каталонії (ERC) \| 18,5 % \| 14,1 % \| \| Громадяни — Громадянська партія (C's) \| 0 % \| 0 % \| \| Інші \| 0 % \| 0 % \| |         |         |
| Муніципальні вибори |         |         |
| Рік | 2007 р. | 2003 р. |
| Конвергенція та Єднання (CiU) | 39 %    | 23,9 %  |
| Соціалістична партія Каталонії (PSC) | 42,5 %  | 56,5 %  |
| Народна партія (PP) | 0 %     | 5,5 %   |
| Ініціатива за Каталонію — Зелені (ICV) | 0 %     | 0 %     |
| Республіканська лівиця Каталонії (ERC) | 18,5 %  | 14,1 %  |
| Громадяни — Громадянська партія (C's) | 0 %     | 0 %     |
| Інші | 0 %     | 0 %     |

## Історія та культура
1979 року в муніципалітеті було знято фільм Sensività. Готична еротична драма була поставлена режисером Енцо Дж. Кастелларі з Леонорою Фані та Патрісією Адріані в головних ролях.